# Metropolia Monachium i Freising

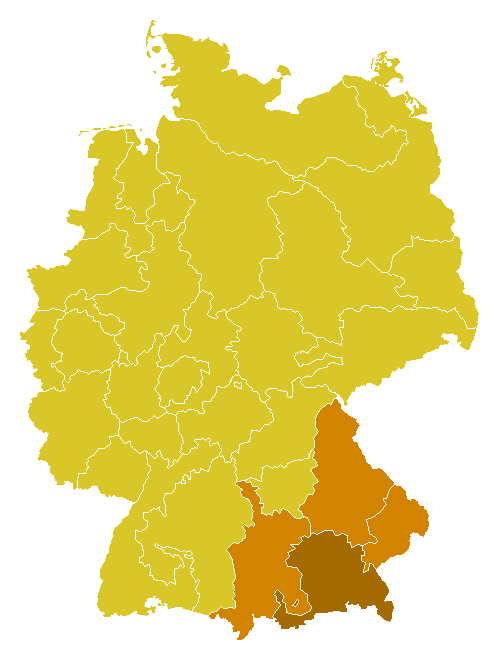
Metropolia Monachium i Freising

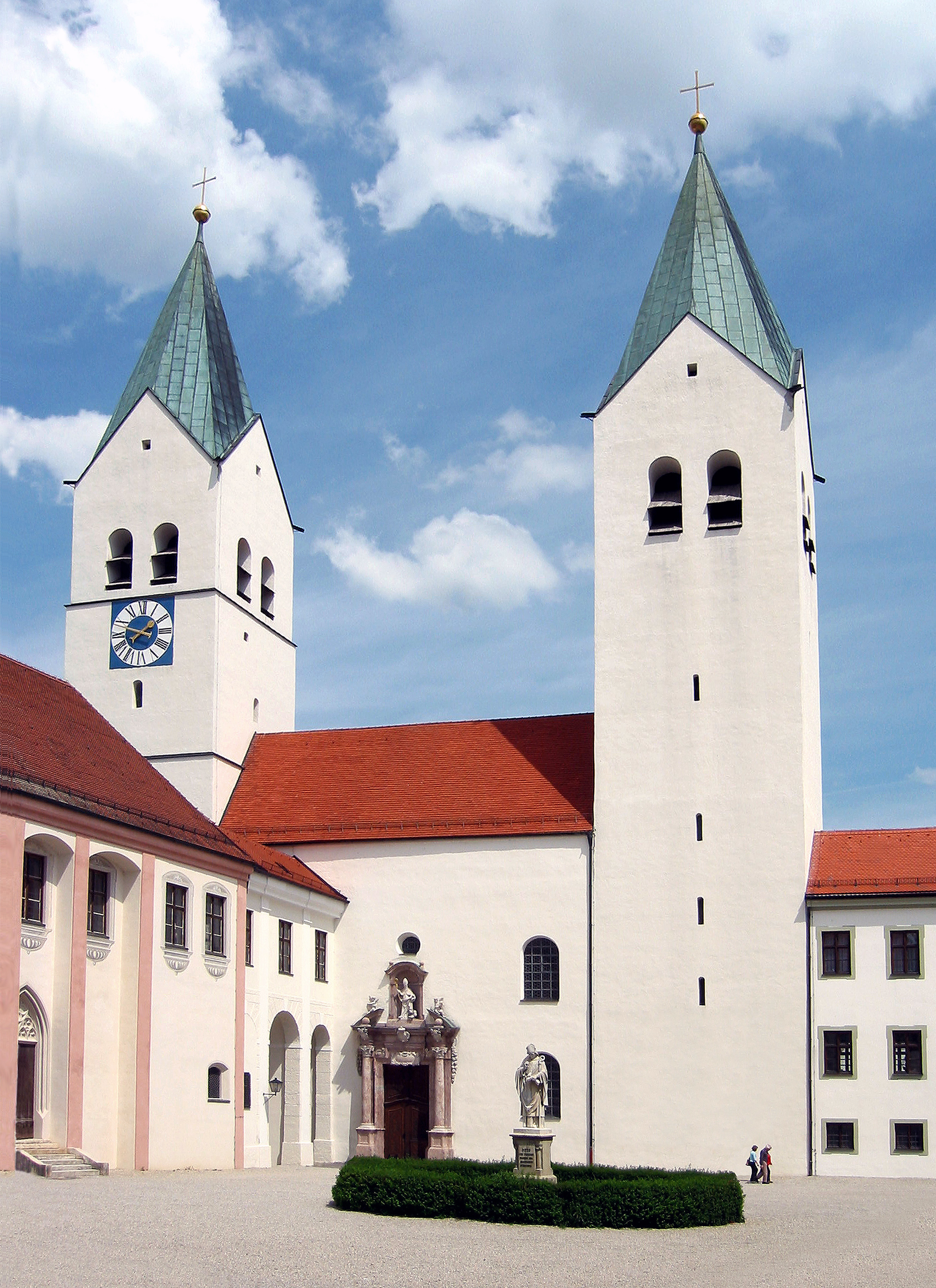
Konkatedra w Freising

Metropolia Monachium i Freising – jedna z 7 metropolii obrządku łacińskiego w niemieckim Kościele katolickim.

## Dane ogólne
- Powierzchnia: 45 357 km²
- Ludność: 7 897 755
  - Katolicy: 5 154 156
  - Udział procentowy: 65,3%
- Księża:
  - diecezjalni: 2863
  - zakonni: 664
- Zakonnicy: 1543
- Siostry zakonne: 7213

## Geografia
Metropolia Monachium i Freising obejmuje swoim zasięgiem południowo-wschodnią Bawarię.

## Historia
Metropolia Monachium i Freising została erygowana 1 kwietnia 1818 na mocy zawartego rok wcześniej konkordatu między Stolicą Apostolską a rządem Królestwa Bawarii. Powstała z części zlikwidowanej metropolii Moguncji (diecezji Augsburga, Ratyzbony i Freising). Po reformie struktur kościoła katolickiego na terenie Niemiec w 1821 dołączono do niej niewielką część metropolii Salzburga znajdująca się w granicach Bawarii. Na siedzibę metropolity wybrano stołeczne Monachium.

## Podział administracyjny
1. Archidiecezja Monachium i Freising
2. Diecezja Augsburga
3. Diecezja Pasawy
4. Diecezja Ratyzbony

## Metropolici
- 1821-1846: abp Lothar Anselm Freiherr von Gebsattel
- 1846-1856: abp Karl August Graf von Reisach
- 1856-1877: abp Gregor von Scherr
- 1878-1889: abp Antonius von Steichele
- 1889-1897: abp Antonius von Thoma
- 1898-1909: abp Franz Joseph von Stein
- 1909-1917: kard. Franziskus von Bettinger
- 1917-1952: kard. Michael von Faulhaber
- 1952-1960: kard. Joseph Wendel
- 1961-1976: kard. Julius Döpfner
- 1977-1982: kard. Joseph Ratzinger
- 1982-2007: kard. Friedrich Wetter
- od 2008: kard. Reinhard Marx